# الکساندر پتروویچ (بازیکن فوتبال، زاده ۱۹۱۴)
الکساندر پتروویچ (سیریلیک صربی: Александар Петровић؛ ۸ سپتامبر ۱۹۱۴ – ۳۱ ژوئیهٔ ۱۹۸۷) بازیکن فوتبال اهل صربستان بود.
از باشگاه‌هایی که در آن بازی کرده‌است می‌توان به باشگاه فوتبال ژلیزنیچار سارایوو و باشگاه فوتبال وویوودینا اشاره کرد.
وی همچنین در تیم ملی فوتبال یوگسلاوی بازی کرده‌است.
وی در مسابقات کشوری و بین‌المللی در مجموع برندهٔ ۱ مدال نقره شده‌است.